# Kalanchoe rosei

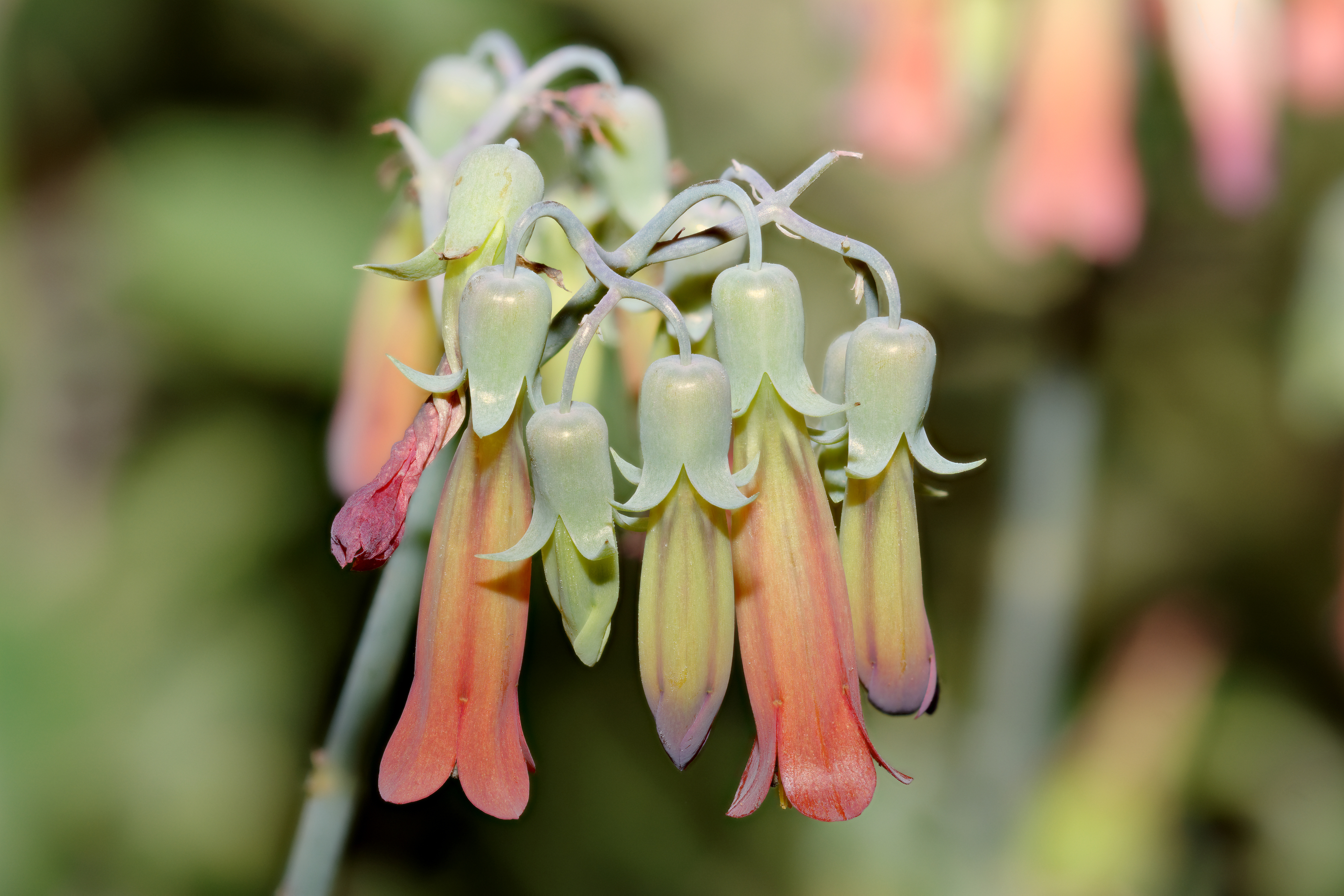
Kalanchoe rosei

Kalanchoe rosei (o Bryophyllum rosei) és una espècie de planta suculenta del gènere Kalanchoe, de la família de les Crassulaceae.

## Descripció
És una planta perenne a biennal, totalment glabra, d'1,8 m d'alçada.
La tija és simple, erecta, de color verd marronós.
Les fulles són peciolades, polimòrfiques, de color gris-verd a vermellós pàl·lid, lleugerament tacades, pecíol de 2 a 16 mm, làmina gruixuda, majoritàriament lanceolades a oblonges-lanceolades, o lineals-lanceolades, pinnatisectes, hastat-trilobades (lòbuls triangulars, obtusos), de 6 a 17 cm de llarg i de 0,5 a 15 cm d'ample, punta aguda, base cuneada, marges irregularment sinuats-serrats, amb propàguls.
Les inflorescències en panícules laxes, de 15 a 30 cm, pedicels prims, d'1,5 a 2,5 cm.
Les flors són pèndules; calze subcampanulat, de color rosa; tub de 10 a 12 mm; sèpals deltoides de 5 a 6 mm de llarg i ample; corol·la tubular, de color rosa intens tenyit de groc; tub lleugerament de 4 angles, de 24 a 30 mm; pètals ovats a lanceolats, obtusos, de 5 a 6 mm de llarg i ample; estams inserits sota la meitat del tub de la corol·la, sobresortint; anteres ovades, grogues.
L'espècie sembla hibridar-se fàcilment, sobretot. amb K. fedtschenkoi i K. daigremontiana.

## Distribució
Planta endèmica del centre, sud i sud-est de Madagascar. Creix en roques humides.

## Taxonomia
Kalanchoe rosei va ser descrita per Raymond-Hamet i Joseph Marie Henry Alfred Perrier de la Bâthie (Raym.-Hamet & H.Perrier) i publicada als Annales du Musée Colonial de Marseille. sér. 3, 2: 132. 1914.

#### Etimologia
Kalanchoe: nom genèric que deriva de la paraula cantonesa "Kalan Chauhuy", 伽藍菜 que significa 'allò que cau i creix'.
rosei: epítet atorgat en honor del botànic nord-americà Joseph Nelson Rose.

#### Sinonímia
- Bryophyllum rosei  (Hamet & Perrier) Berger, 1930 (n'és el basiònim)
- Kalanchoe bouvieri Hamet & Perrier (1912)
- Kalanchoe rauhii hort.
- Kalanchoe rosei subsp. serratifolia Humbert (podria ser un híbrid)
- Kalanchoe rosei subsp. variifolia Guillaumin & Humbert (podria ser un híbrid)
- Kalanchoe rosei var. seyrigi Boiteau & Mannoni